# بیردی و بوگی
بیردی و بوگی (به انگلیسی: Birdie & Bogey) یک فیلم مسیحی و درام آمریکایی محصول سال ۲۰۰۴ به کارگردانی مایک نوریس با بازی جنین ترنر، مایک نوریس، شری جی. ویلسون، کری اسکات و آماندا آلچ است که ۱۷ نوامبر ۲۰۰۴ به صورت ویدئویی منتشر شد.

## تولید
تصویربرداری اصلی این فیلم در سال ۲۰۰۳ انجام شد.